# Prélude symphonique attribué à Bruckner
Le Symphonisches Präludium (Prélude symphonique) en ut mineur, WAB add 332, est une œuvre orchestrale d'Anton Bruckner ou de son entourage, composée en 1876. L'œuvre a été découverte peu de temps après la seconde Guerre Mondiale. Heinrich Tschuppik, qui découvrit la partition d'orchestre de l'œuvre dans la succession de l'élève de Bruckner Rudolf Krzyzanowski, en attribua la paternité à Bruckner. Trente ans plus tard, Paul Banks, spécialiste des œuvres de Mahler, qui n'avait connaissance que d'une réduction de l'œuvre sur quatre portées, suggéra que l'œuvre pourrait être attribuée à Mahler et en demanda une orchestration. Quoique les circonstances exactes de la composition de ce prélude ne soient pas éclaircies, il est certain qu'il a été composé dans l'entourage de Bruckner et de ses élèves au conservatoire de musique de Vienne. Sur base de la partition originale d'orchestre, il semble probable que l'œuvre a été au moins esquissée par Bruckner, peut-être comme exercice d'orchestration pour Krzyzanowski.

## Historique
Après la seconde Guerre Mondiale, Heinrich Tschuppik découvrit un manuscrit de 43 pages d'un mouvement symphonique inconnu en ut mineur en style d'ouverture dans la succession de son oncle, Rudolf Krzyzanowski. Le manuscrit portait sur la première page l'inscription Rudolf Krzyzanowski cop. 1876, et sur la dernière page en grandes lettres bleues von Anton Bruckner (d'Anton Bruckner).

### Une œuvre inconnue de Bruckner?
Krzyzanowski était un élève d'Anton Bruckner, qui, de concert avec Gustav Mahler, prépara en 1877 une transcription pour piano de la troisième symphonie de Bruckner. Tschuppik, qui fit part de sa découverte dans la Schweizerische Musikzeitung et dans la Süddeutsche Zeitung, fit une copie de la partition manuscrite des parties d'orchestre, ainsi qu'une réduction sur quatre portées. Il fait aussi une copie du manuscrit pour archivage à l'Österreichische Nationalbibliothek.
Tschuppik montra l'œuvre aux spécialistes de Bruckner, Max Auer et Franz Gräflinger, et au chef d'orchestre Volkmar Andreae. Andreae accepta de créer ce Sinfonisches Präludium inconnu avec l'orchestre Philharmonique de Vienne. La création de l'œuvre, qui avait été prévue le 23 janvier 1949, n'a toutefois pas eu lieu, car Nowak, dont l'expertise avait aussi été demandée, n'était pas arrivé à une conclusion finale au sujet de la paternité. La première a été réalisée plus tard par l'Orchestre philharmonique de Munich sous la baguette de Fritz Rieger, le 7 septembre 1949.
Peu après Tschuppik décéda et sa propre copie manuscrite des parties d'orchestre et une photocopie de la réduction sur quatre portées restèrent archivées à la Philharmonie de Munich. La photocopie du manuscrit original (A-WnPhA2355) resta en possession de Nowak et fut envoyée à l'Österreichische Nationalbibliothek après son décès en mai 1991. Nowak n'a pas inclus le Symphonisches Präludium dans la Bruckner Gesamtausgabe parce qu'il avait encore toujours des doutes sur sa paternité.

### Une œuvre de jeunesse de Mahler?
Tschuppik avait aussi donné une copie de sa réduction du Präludium sur quatre portées à Gertrud Staub-Schläpfer à Zürich. Après examen de l'œuvre, Staub-Schläpfer écrivit au-dessus de la réduction : Könnte das nicht eine Arbeit f. Prüfung von Gustav Mahler sein? Krzyzanowski gab den Klavierauszug zur dritten Symphonie Bruckners (2. Fassung) heraus mit Mahler zusammen. [Ne pourrait-elle pas avoir été composée par Gustav Mahler pour un examen ? Krzyzanowski avait édité un arrangement pour piano de la Troisième Symphonie de Bruckner (deuxième version) avec Mahler.] Le 7 septembre 1949, le jour-même que la première exécution du Präludium à Munich, elle donna la réduction annotée (A-WnMus.Hs.34241) à l'Österreichische Nationalbibliothek.
Trente ans plus tard, le spécialiste de Mahler Paul Banks découvrit la réduction annotée par Staub-Schläpfer à l'Österreichische Nationalbibliothek et, comme elle l'avait suggéré, supposa que l'œuvre pouvait en effet être l'une des œuvres perdues que Mahler avait composées pendant son séjour au Conservatoire de Vienne. Au départ de la réduction, la seule et unique source connue, Albrecht Gürsching fut chargé d'en compléter l'instrumentation. Cette « reconstruction » a été créée par le Deutsches Symphonie-Orchester Berlin sous la baguette de Lawrence Foster le 15 mars 1981, en tant que « Symphonisches Präludium de Gustav Mahler ». Un enregistrement de cette exécution de Foster et de quelques autres exécutions non éditées existe dans le Bruckner archive. L'orchestration de Gürsching a été enregistrée par Neeme Järvi en 1992 et Vladimir Jurowski en 2016.

### La vérité?
La vérité (?) est apparue en 1985, lorsque Wolfgang Hiltl découvrit les documents conservés dans les archives de la Philharmonie de Munich. Il acheta le manuscrit original de Krzyzanowski de la famille de Tschuppik et le fit publier par Doblinger,. Cependant, tout le monde n'est pas convaincu que l'œuvre était à l'origine de Bruckner et donc cette pièce « controversée » n'a été que rarement exécutée.
L'orchestration originale a été exécutée par Gerhard Samuel avec l'Orchestre symphonique de Cincinnati en Mars 1997, et, en 2010, respectivement par Baldur Brönnimann avec le BBC National Orchestra of Wales et Markus Stenz avec l'Orchestre royal du Concertgebouw d'Amsterdam. Un enregistrement de ces trois exécutions est archivé dans la Bruckner archive. Un enregistrement d'une exécution (2013) par Michelle Perrin Blair à la tête de l'Orchestre de la Moores School est édité sous les auspices de la Bruckner Society of America. L'œuvre a été aussi exécutée par l'Orchestre Bruckner de Linz au cours de la Brucknerfest de 20121.

### Note
En 2008, Wolfgang Hiltl décéda de façon inopinée et le manuscrit original de Krzyzanowski du « Prélude Symphonique » disparut lors du nettoyage de son appartement...

## Musique
Wolfgang Hiltl, qui effectua un examen minutieux du manuscrit de 293 mesures à la lumière des œuvres contemporaines de Bruckner, arriva la conclusion que l'hypothèse la plus probable est que Bruckner avait donné une esquisse à Krzyzanowski, peut-être comme exercice d'instrumentation. Il semble clair que la matière musicale était Bruckner lui-même, très probablement une « nouvelle partition autographe », sous forme d'ébauche contenant déjà les partitions des instruments à corde et les partitions les plus importantes des bois et des cuivres, et peut-être quelques passages déjà totalement composés.

### Composition
La copie de Krzyzanowski est conçue comme typiquement chez Bruckner pour deux de chacun des bois, quatre cors, deux trompettes, trois trombones, un tuba basse, timbales et cordes - l'orchestration utilisée par Bruckner à partir de sa Cinquième Symphonie, qu'il composa en 1875/1876 et révisa en 1877/1878.
Le premier thème, apparenté aux thèmes principaux des Première et Deuxième Symphonies en ut mineur, et qui contient aussi des allusions au motif du "Sommeil éternel" de la Walkyrie, est répété en tutti à la mesure 43, et est suivi à la mesure 59 par un sombre choral, une préfiguration de celui du Final de la Neuvième Symphonie et, à la mesure 73, un épilogue, utilisé plus tard au cours du développement à la mesure 160.
Le deuxième thème (mesure 87) est apparenté à la Troisième Symphonie et au miserere de la  Messe en ré mineur.
Le thème final, un appel énergique à la trompette avec répétition de neuvièmes mineures, comme au début de l'Adagio de la Neuvième Symphonie, est également une préfiguration de la fin de son premier mouvement.
La deuxième partie (mesure 148) comporte des variations sur deux éléments du thème principal, aboutissant à un climax à trois reprises sur la dominante (mesure 195), la tonique (mesure 201) et la sous-dominante (mesure 207). La récapitulation du deuxième thème est un développement en fugato (mesure 221), avec à la mesure 249 à nouveau un rappel de la Troisième Symphonie, aboutissant à un point culminant, durant lequel les premier et deuxième thèmes apparaissent simultanément (mesure 267).
La coda, assez courte, est une simple cadence finale avec très peu de matériel thématique, reflétant seulement le thème final par une répétition de secondes mineures. On peut supposer que cette élaboration par Krzyzanowski, qui apparaît plutôt provisoire, aurait dû être complétée plus tard de manière plus élaborée.
Il apparaît clairement de l'analyse stylistique de Hiltl que la matière musicale est entièrement de Bruckner, étant donné que certaines de ses idées anticipent même celles de la Neuvième Symphonie, composée quelque 25 ans plus tard, et que personne ne pouvait déjà avoir connu en 1876. Globalement, ce « Prélude Symphonique » est un mouvement de sonate « expérimental » très avancé avec une deuxième partie dramatique, qui combine à la fois développement, récapitulation et coda en une section unique. Le langage musical et la structure de l'œuvre anticipent aussi la dernière composition de Bruckner, la cantate symphonique Helgoland de 1893.

## Discographie

### Ré-orchestration par Gürsching
Deux enregistrements :
- Neeme Järvi, Orchestre national royal d'Écosse, Mahler: Symphonie No. 6, Sinfonisches Präludium – CD : Chandos CHAN 9207, 1992
- Vladimir Jurowski, Radio Symphony Orchestra Berlin, Strauss: Also sprach Zarathustra, Mahler: Totenfeier, Sinfonisches Präludium für Orchester – Pentatone SACD PTC 5186 597, 2016

### Orchestration originale
Deux enregistrements :
- Franz Anton Krager & Michelle Perrin Blair, Houston Symphony Chorus, Orchestra de la Moores School & Sigurd Øgaard (orgue), Anton Bruckner: Symphonisches Praeludium, Mass No. 3 in F minor, Postludium Organ Improvisation – CD/BD abruckner.com BSVD-0116, 2013[17]
- Jakub Hrůša, Bamberger Symphoniker, Hans Rott: Symphony No. 1 in E Major, Mahler: Blumine, Bruckner: Symphonisches Präludium - CD : DGG, 2022

### Transcription pour Orgue
- Hansjörg Albrecht, The Bruckner Symphonies, Vol. 3 – Organ Transcriptions – CD Oehms Classics OC479, 2022[18]

## Sources
- Wolfgang Hiltl, Ein vergessenes, unerkanntes Werk Anton Bruckners?, dans Studien zur Musikwissenschaft / Beihefte der Denkmäler der Tonkunst in Österreich, Vol. 36, Tutzing, 1985
- Cornelis van Zwol, Anton Bruckner 1824-1896 – Leven en werken, uitg. Thot, Bussum, Pays-Bas, 2012.  (ISBN 978-90-6868-590-9)